# Вовколатка
Вовколатка (біл. вёска Волколатка) — село в складі Вілейського району Мінської області, Білорусь. Село підпорядковане Довгинівській сільській раді, розташоване в північній частині області.